# إيكر أوندابارينا
إكير أوندابارينا (بالإسبانية: Iker Undabarrena) (18 مايو 1995 بغورليز في إسبانيا - ) هو لاعب كرة قدم إسباني في مركز الوسط. شارك مع منتخب إسبانيا تحت 16 سنة لكرة القدم ومنتخب إسبانيا تحت 17 سنة لكرة القدم. أما مع النوادي، فقد لعب مع أتلتيك بيلباو ب ونادي باسكونيا.

## وصلات خارجية
- إكير أوندابارينا على موقع الاتحاد الأوربي (الإنجليزية)
- إكير أوندابارينا على موقع قاعدة بيانات كرة القدم.إي يو (الإنجليزية)
- إكير أوندابارينا على موقع Soccerway.com (الإنجليزية)
- إكير أوندابارينا على موقع عالم كرة القدم.نت (الإنجليزية)